# XXXV Festival del Huaso de Olmué
El XXXV Festival del Huaso de Olmué, o simplemente Olmué 2004, se realizó los días 23, 24 y 25 de enero de 2004 en el Parque El Patagual, ubicado en Olmué, Chile. Fue el último festival emitido por Canal 13 y animado por Sergio Lagos en reemplazo de Juan La Rivera, quien estaba a cargo de la conducción del evento desde 1998.

## Antecedentes
Esta edición contó con la controvertida decisión por parte de Canal 13 de encargar la animación del evento al periodista, músico y presentador Sergio Lagos, un entonces joven rostro con gran popularidad dentro del "canal del angelito" desde su llegada en 2003, en desmedro del experimentado animador Juan La Rivera, quien condujo el festival desde 1998. Lagos, a pesar del nerviosismo, logró sobreponerse a las críticas a su elección y ganó el apoyo del público asistente.
Pese a mantener los números de audiencia de las ediciones anteriores, no logró arrebatarle el primer lugar a Televisión Nacional de Chile durante los tres días de emisión. El primer día, el viernes 23 de enero, el canal del angelito promedió 13,2 puntos contra los 42 puntos que marcó TVN con el partido entre las selecciones de Chile y Brasil por la fase final del Torneo Preolímpico Sub-23 2004. El sábado logró 10,7 puntos y se enfrentó con la Gran Final de bailarines del programa de talentos Rojo fama contrafama, que le ganó con 28,6 puntos. Los 14,5 puntos de la noche de cierre, lo pusieron nueve unidades por debajo de la película chilena El Chacotero Sentimental que transmitió la estación pública.
Tras el último año de contrato para emitir el clásico evento del folclore, la estación católica tendría la prioridad en la licitación para la edición del año 2005. Finalmente, el 13 desistiría de transmitir el evento en sus futuras ediciones.

## Artistas

### Musicales
- María José Quintanilla
- Lalo Vilches
- Mario Rojas y Ballet Latinoamérica Joven
- Chancho en Piedra
- Illapu
- Los Hermanos Campos
- Palmenia Pizarro y Mamma Soul
- Luciano Pereyra
- Eva Ayllón
- Jean Pierre Magnet y Big Band de Perú
- Germán Casas
- Los Bunkers

### Humor
- Memo Bunke, Lucho Arenas Jr. y Antonio de Marco: "Los Mariachistosos"

## Programación

### Día 1 (viernes 23)
- María José Quintanilla
- Lalo Vilches
- Mario Rojas y Ballet Latinoamérica Joven
- Chancho en Piedra[1]

### Día 2 (sábado 24)
- Illapu
- Los Hermanos Campos
- Luciano Pereyra
- Palmenia Pizarro y Mamma Soul[3]

### Día 3 (domingo 25)
- Eva Ayllón
- Jean Pierre Magnet y Big Band de Perú
- Germán Casas
- Memo Bunke, Lucho Arenas Jr. y Antonio de Marco: "Los Mariachistosos"
- Los Bunkers[4]

## Competencia
- Ganador: "Viene tu fantasma"
  - Autor y compositor: Claudio González
  - Intérpretes: Claudio González[4]